# Världscupen i backhoppning 1996/1997
Världscupen i backhoppning 1996/1997 hoppades 30 november 1996-23 mars 1997 och vanns av Primož Peterka, Slovenien före Dieter Thoma, Tyskland och Kazuyoshi Funaki, Japan.

## Deltävlingar
| Datum            | Plats                  | Etta                                                               | Tvåa                                                                           | Trea                                                           |
| ---------------- | ---------------------- | ------------------------------------------------------------------ | ------------------------------------------------------------------------------ | -------------------------------------------------------------- |
| 30 november 1996 | Lillehammer            | Dieter Thoma                                                       | Kristian Brenden                                                               | Hiroya Saitō                                                   |
| 1 december 1996  | Lillehammer            | Kristian Brenden                                                   | Espen Bredesen                                                                 | Dieter Thoma                                                   |
| 7 december 1996  | Kuusamo                | Takanobu Okabe                                                     | Kazuyoshi Funaki                                                               | Andreas Goldberger                                             |
| 8 december 1996  | Kuusamo                | Primož Peterka                                                     | Lasse Ottesen                                                                  | Takanobu Okabe                                                 |
| 14 december 1996 | Harrachov              | Kazuyoshi Funaki                                                   | Primož Peterka                                                                 | Takanobu Okabe                                                 |
| 15 december 1996 | Harrachov              | Primož Peterka                                                     | Andreas Goldberger                                                             | Kristian Brenden                                               |
| 29 december 1996 | Oberstdorf             | Dieter Thoma                                                       | Kristian Brenden                                                               | Andreas Goldberger                                             |
| 1 januari 1997   | Garmisch-Partenkirchen | Primož Peterka                                                     | Andreas Goldberger                                                             | Takanobu Okabe                                                 |
| 4 januari 1997   | Innsbruck              | Kazuyoshi Funaki                                                   | Primož Peterka                                                                 | Ari-Pekka Nikkola                                              |
| 6 januari 1997   | Bischofshofen          | Dieter Thoma                                                       | Adam Małysz                                                                    | Primož Peterka                                                 |
| 11 januari 1997  | Engelberg              | Primož Peterka                                                     | Dieter Thoma                                                                   | Adam Małysz                                                    |
| 12 januari 1997  | Engelberg              | Primož Peterka                                                     | Janne Ahonen                                                                   | Jani Soininen                                                  |
| 18 januari 1997  | Sapporo                | Adam Małysz                                                        | Sturle Holseter Mika Laitinen                                                  | -                                                              |
| 19 januari 1997  | Sapporo                | Dieter Thoma                                                       | Roar Ljøkelsøy                                                                 | Takanobu Okabe                                                 |
| 26 januari 1997  | Nagano                 | Adam Małysz                                                        | Noriaki Kasai                                                                  | Masahiko Harada                                                |
| 1 februari 1997  | Willingen              | Martin Höllwarth                                                   | Dieter Thoma                                                                   | Primož Peterka                                                 |
| 2 februari 1997  | Willingen              | Hiroya Saitō                                                       | Dieter Thoma                                                                   | Roar Ljøkelsøy                                                 |
| 8 februari 1997  | Bad Mitterndorf        | Takanobu Okabe                                                     | Andreas Goldberger                                                             | Primož Peterka                                                 |
| 9 februari 1997  | Bad Mitterndorf        | Primož Peterka                                                     | Andreas Goldberger                                                             | Takanobu Okabe                                                 |
| 8 mars 1997      | Lahtis                 | - Jani Soininen - Mika Laitinen - Ari-Pekka Nikkola - Janne Ahonen | - Andreas Widhölzl - Martin Höllwarth - Stefan Horngacher - Andreas Goldberger | - Simen Berntsen - Roar Ljøkelsøy - Håvard Lie - Lasse Ottesen |
| 9 mars 1997      | Lahtis                 | Andreas Widhölzl                                                   | Pasi Kytösaho                                                                  | Jani Soininen                                                  |
| 12 mars 1997     | Kuopio                 | Kazuyoshi Funaki                                                   | Nicolas Dessum                                                                 | Primož Peterka                                                 |
| 13 mars 1997     | Falun                  | Primož Peterka                                                     | Dieter Thoma                                                                   | Hiroya Saitō                                                   |
| 16 mars 1997     | Oslo                   | Kazuyoshi Funaki                                                   | Hiroya Saitō                                                                   | Bruno Reuteler                                                 |
| 22 mars 1997     | Planica                | Takanobu Okabe                                                     | Kazuyoshi Funaki                                                               | Jani Soininen                                                  |
| 23 mars 1997     | Planica                | Akira Higashi                                                      | Primož Peterka                                                                 | Lasse Ottesen                                                  |

## Slutställning (30 bästa)
| Placering | Namn               | Nationalitet | Poäng |
| --------- | ------------------ | ------------ | ----- |
| 1         | Primož Peterka     | Slovenien    | 1402  |
| 2         | Dieter Thoma       | Tyskland     | 1208  |
| 3         | Kazuyoshi Funaki   | Japan        | 1018  |
| 4         | Takanobu Okabe     | Japan        | 941   |
| 5         | Hiroya Saitō       | Japan        | 923   |
| 6         | Andreas Goldberger | Österrike    | 817   |
| 7         | Kristian Brenden   | Norge        | 793   |
| 8         | Janne Ahonen       | Finland      | 734   |
| 9         | Jani Soininen      | Finland      | 657   |
| 10        | Adam Małysz        | Polen        | 612   |

| Placering | Namn              | Nationalitet | Poäng |
| --------- | ----------------- | ------------ | ----- |
| 11        | Lasse Ottesen     | Norge        | 545   |
| 12        | Ari-Pekka Nikkola | Finland      | 464   |
| 13        | Roar Ljøkelsøy    | Norge        | 462   |
| 14        | Mika Laitinen     | Finland      | 440   |
| 15        | Andreas Widhölzl  | Österrike    | 401   |
| 16        | Espen Bredesen    | Norge        | 384   |
| 17        | Noriaki Kasai     | Japan        | 351   |
| 18        | Nicolas Dessum    | Frankrike    | 328   |
| 19        | Martin Höllwarth  | Österrike    | 293   |
| 20        | Ville Kantee      | Finland      | 255   |

| Placering | Namn             | Nationalitet | Poäng |
| --------- | ---------------- | ------------ | ----- |
| 21        | Jakub Sucháček   | Tjeckien     | 242   |
| 22        | Sturle Holseter  | Norge        | 234   |
| 23        | Hansjörg Jäkle   | Tyskland     | 219   |
| 23        | Jaroslav Sakala  | Tjeckien     | 219   |
| 25        | Akira Higashi    | Japan        | 211   |
| 26        | Bruno Reuteler   | Schweiz      | 200   |
| 27        | Sylvain Freiholz | Schweiz      | 173   |
| 28        | Håvard Lie       | Norge        | 160   |
| 29        | Masahiko Harada  | Japan        | 156   |
| 30        | Robert Mateja    | Polen        | 154   |

## Skidflygningscupen - slutställning (15 bästa)
| Pos. | Namn                     | Poäng |
| ---- | ------------------------ | ----- |
| 1.   | Primož Peterka (SLO)     | 290   |
| 2.   | Takanobu Okabe (JPN)     | 260   |
| 3.   | Kazuyoshi Funaki (JPN)   | 201   |
| 4.   | Lasse Ottesen (NOR)      | 163   |
| 5.   | Andreas Goldberger (AUT) | 160   |
| 6.   | Akira Higashi (JPN)      | 153   |
| 7.   | Janne Ahonen (FIN)       | 136   |
| 8.   | Jani Soininen (FIN)      | 127   |
| 9.   | Roar Ljøkelsøy (NOR)     | 100   |
| 10.  | Jaroslav Sakala (CZE)    | 98    |
| 11.  | Kristian Brenden (NOR)   | 91    |
| 12.  | Jakub Sucháček (CZE)     | 90    |
| 13.  | Andreas Widhölzl (AUT)   | 86    |
| 14.  | Hiroya Saitō (JPN)       | 81    |
| 15.  | Tommy Ingebrigtsen (NOR) | 68    |

## Nationscupen - slutställning
| Pos. | Nation    | Poäng |
| ---- | --------- | ----- |
| 1.   | Japan     | 4152  |
| 2.   | Norge     | 3121  |
| 3.   | Finland   | 3077  |
| 4.   | Österrike | 2024  |
| 5.   | Tyskland  | 1959  |
| 6.   | Slovenien | 1656  |
| 7.   | Polen     | 782   |
| 8.   | Tjeckien  | 720   |
| 9.   | Frankrike | 594   |
| 10.  | Schweiz   | 492   |
| 11.  | Italien   | 89    |
| 12.  | Slovakien | 50    |
| 13.  | Ryssland  | 22    |
| 14.  | Sverige   | 7     |